# Deadliest Catch
Deadliest Catch, conocida en Hispanoamérica como Pesca Mortal y en España como Pesca Radical, es una serie de televisión documental producida por Original Productions para Discovery Channel. Esta muestra los eventos reales, que suceden a bordo de los barcos pesqueros en el mar de Bering, durante las temporadas de pesca de la centolla de Alaska y el opilio o "cangrejo de las nieves".
El puerto aleutiano de Dutch Harbor, Unalaska, Alaska, es la base de operaciones de la flota pesquera. El nombre del programa deriva del riesgo inherente de sufrir lesiones, o la muerte, asociado con el trabajo.
Pesca Radical fue emitido por primera vez el 12 de abril de 2005 a través de Discovery Channel. En la actualidad se transmite en más de 150 países. La primera temporada constó de 10 episodios, acabó el 14 de julio de 2005. Las siguientes temporadas fueron transmitidas en la misma programación de abril y junio o julio. Las temporadas transmitidas son las grabadas durante las temporadas de otoño (centolla) e invierno (opilio) previas.

## Formato

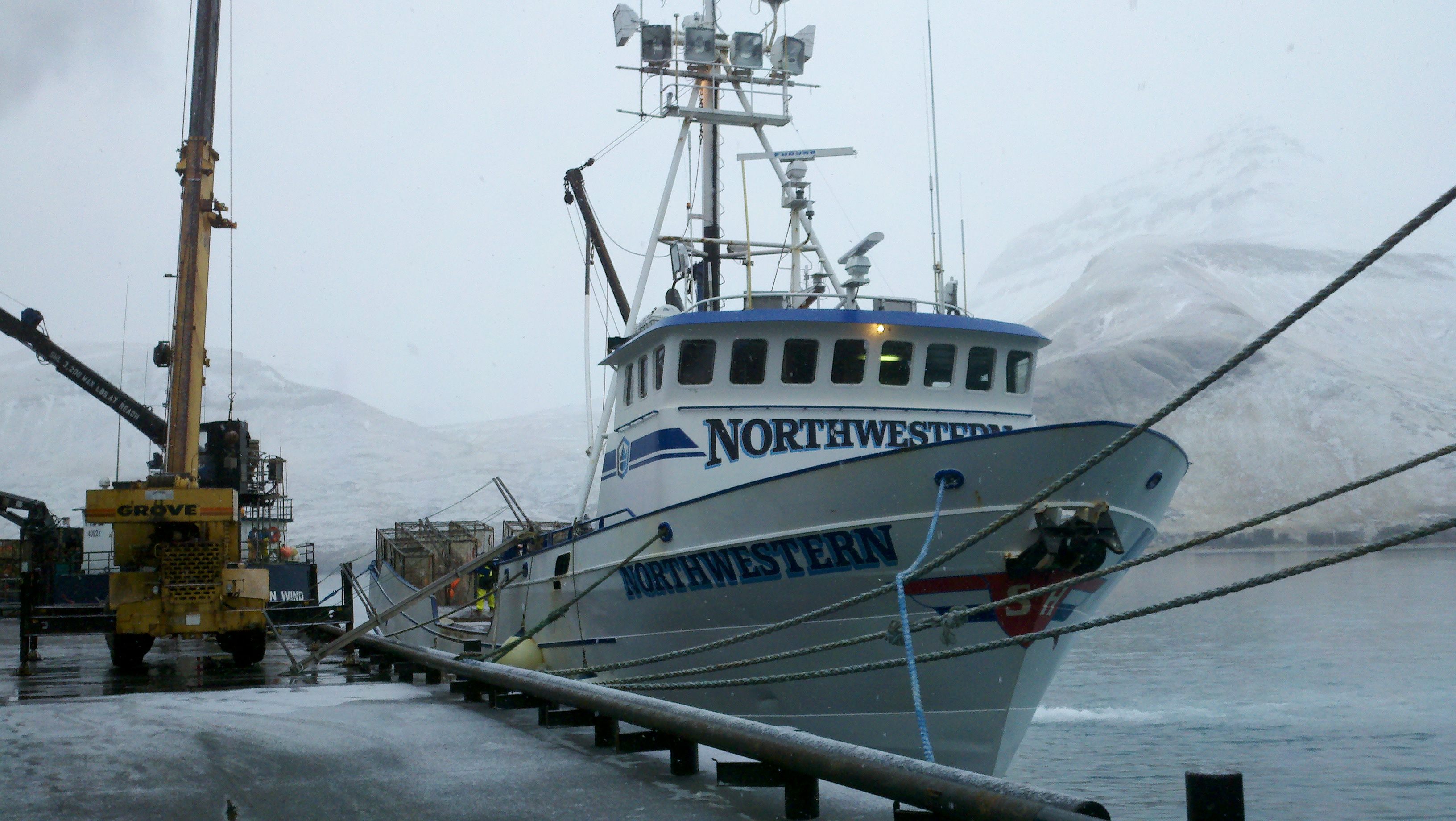
El Northwestern anclado en costa Trident en Akutan, Alaska.

La serie sigue la vida en "el vasto Mar de Bering" a bordo de cinco o más barcos de pesca de cangrejo (los cuatro buques principales Cornelia Marie, Northwestern, Time Bandit y Wizard y uno o más barcos "comodín" que son mostrados toda o parte de la temporada) durante las dos peligrosas épocas de pesca de cangrejo, la de centolla en octubre y la del opilio en enero. El show enfatiza el muy real peligro para la tripulación en cubierta de esos barcos y también para el equipo de filmación de Discovery Channel, estando en un barco en movimiento, trasladando cantidad de pesados cangrejos, y sobre todo el siempre presente riesgo de caer por la borda.
La serie también documenta los peligros que se corre al estar en un barco, en los territorios de cangrejo del mar de Bering, en algunas de las aguas más frías y tormentosas del mundo, donde el más leve problema se vuelve complejo, requiriendo de un considerable ingenio para resolverlo, cuando el puerto más cercano esta, a menudo, a cientos de kilómetros.
Cada episodio se enfoca en una historia, situación o tema que ocurre en uno o varios barcos, mientras historias paralelas se muestran para ahondar en las actividades de algunos tripulantes, en especial de los novatos. Los capitanes de la flota tienen una destacada aparición a lo largo de los episodios, resaltando su camaradería con su tripulación y con los demás capitanes, y también su naturaleza competitiva con los demás barcos de la flota para la mayor pesca en los territorios de cangrejo.
Los temas comunes en la historia incluyen las rivalidades entre los capitanes (en las primeras temporadas sobre todo entre Sig Hansen del Northwestern, Jonathan Hillstrand del Time Bandit, y el difunto Phil Harris del Cornelia Marie), los lazos familiares entre miembros de la flota (como los hermanos Hansen del Northwestern, los hermanos Hillstrand del Time Bandit), el estrés de la vida en el mar de Bering, y la alta tasa de agotamiento entre los novatos.
Debido a que la pesca del cangrejo de las nieves de Alaska es uno de los trabajos más peligrosos del mundo, los equipos de rescate de la Guardia Costera de Estados Unidos que están desplegados en la Base de la Unidad de Apoyo de Kodiak (Kodiak, Alaska) y en su puesto de la isla de St. Paul, aparecen con frecuencia rescatando tripulantes de los barcos pesqueros que caen a las frías aguas del mar de Bering.
El equipo de rescate de la Guardia Costera es presentado de manera importante durante los rescates en los hundimientos de los barcos F/V Big Valley en enero de 2005, F/V Ocean Challenger en octubre de 2006, y el F/V Katmai en octubre de 2008. Original Productions tiene un equipo de cámaras en la estación de la Guardia Costera durante la filmación del programa.
- Datos: Q557913
- Multimedia: Deadliest Catch / Q557913